# Posabina, Tărgoviște
Posabina (în bulgară Посабина) este un sat în comuna Popovo, regiunea Tărgoviște,  Bulgaria. 

## Demografie
Componența etnică a satului Posabina
     Turci (2,67%)
     Bulgari (58,92%)
     Nicio identificare (38,39%)
     Altele (0%)
La recensământul din 2011, populația satului Posabina era de 224 locuitori. Din punct de vedere etnic, majoritatea locuitorilor (58,92%) erau bulgari, cu o minoritate de turci (2,67%). Pentru 38,39% din locuitori nu este cunoscută apartenența etnică.